# Salto de Búfalo
O Salto de Búfalo é uma formação de falésia, cujos povos nativos dos Estados Unidos usaram historicamente para caçar e matar bisões-da-planície em grande quantidade.

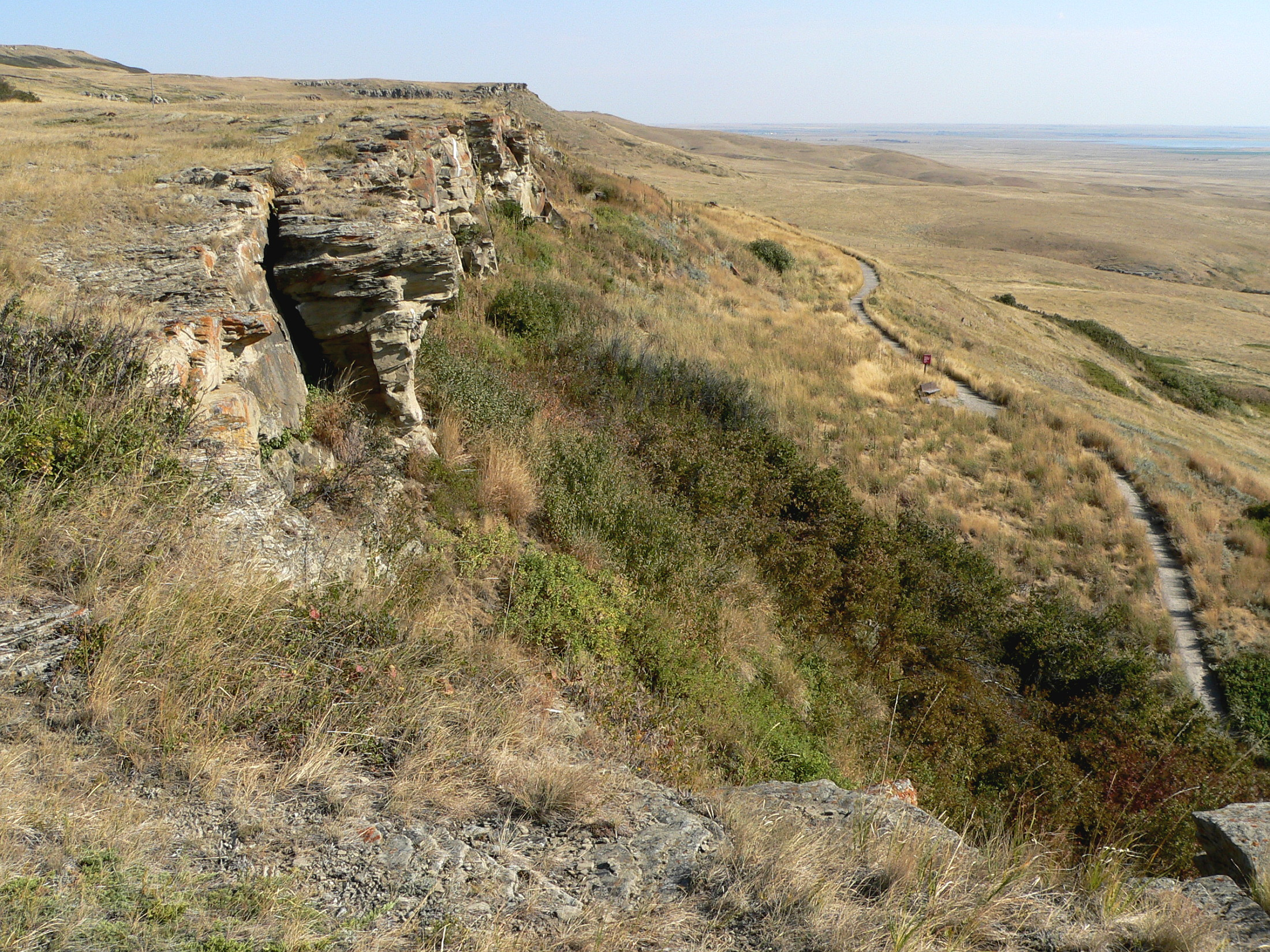
O salto de búfalo de "Head-Smashed-In", no sudeste de Alberta.

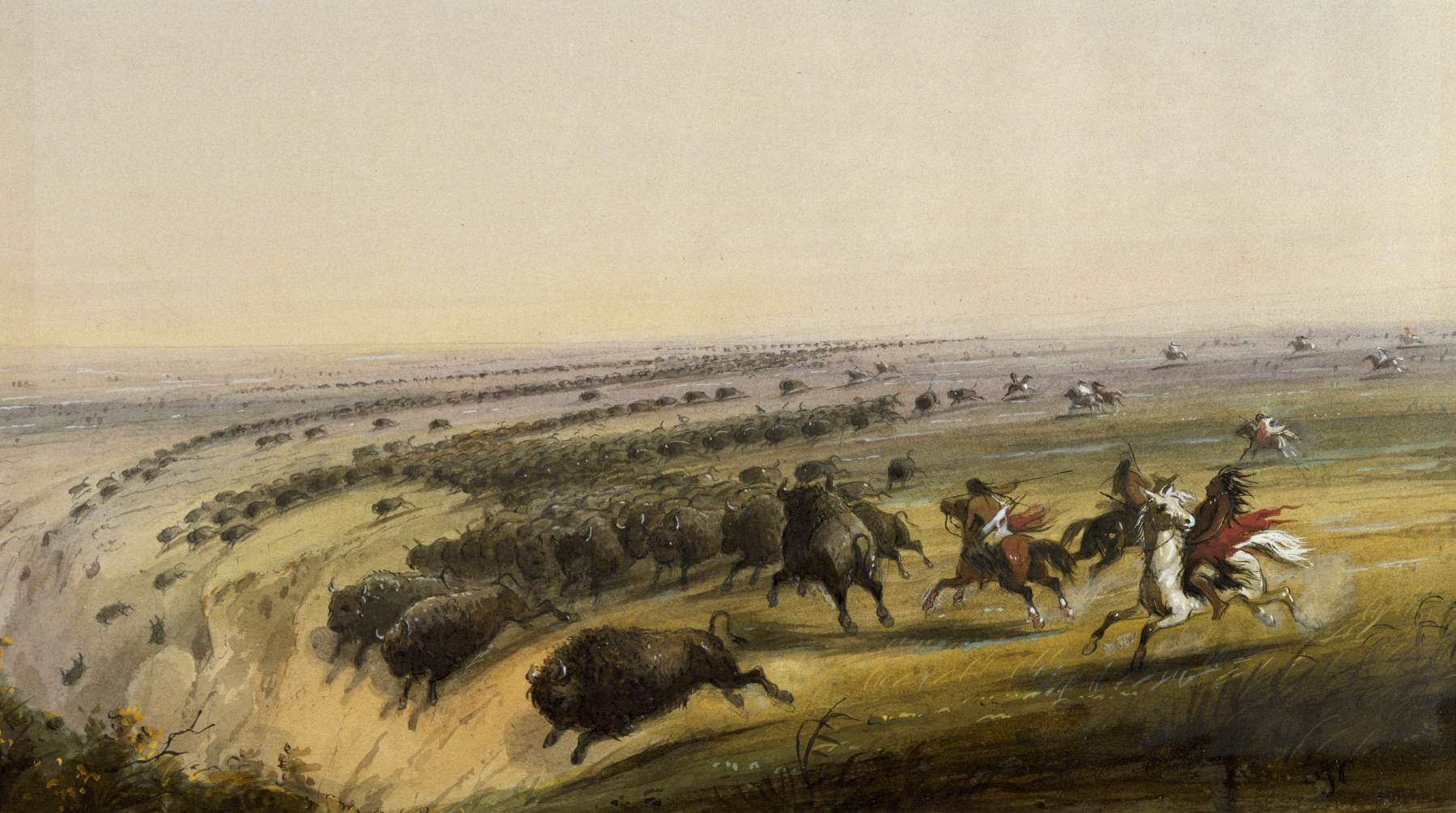
Búfalos sendo caçados em direção a um precipício, pintado por Alfred Jacob Miller, no século XIX.

## Método de caçada

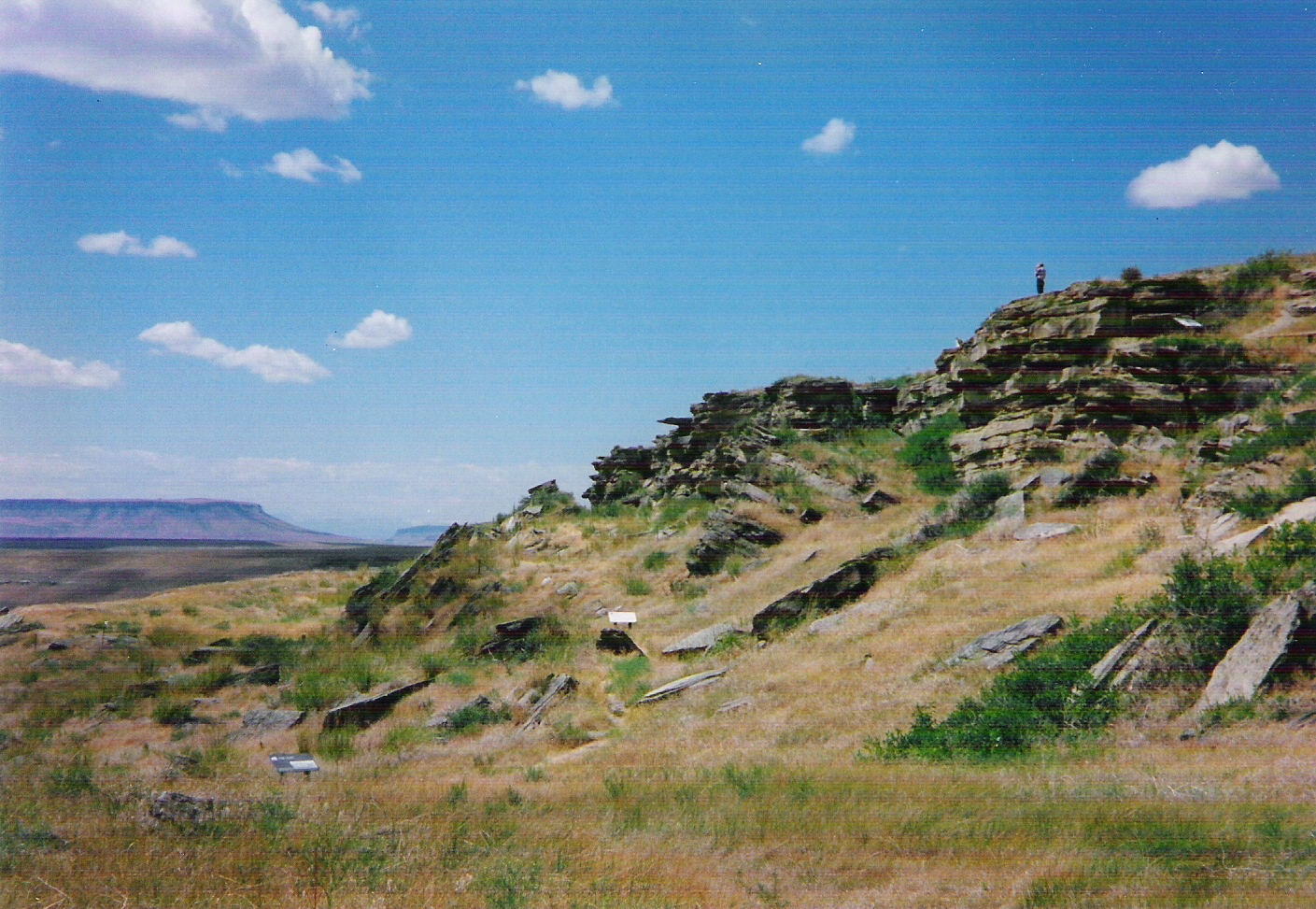
First People's Buffalo Jump, antigo Ulm Pishkun, perto de Ulm, Montana, com Square Butte ao fundo.

Os caçadores agrupavam as manadas de bisões e os direcionavam ao precipício, quebrando suas pernas e imobilizando-os. Outros membros da tribo, esperando em baixo da falésia, fechavam o cerco em torno dos bisões com arcos e lanças para os terminarem de matar. Os índios Blackfoot chamavam os saltos dos búfalos de "pishkun", o que pode ser traduzido como "chaleira de sangue quente". Esse tipo de caçada era um evento comum, o qual se iniciou há aproximadamente 12.000 anos e durou até 1.500 D.C., tempo em que houve a inclusão de cavalos. O termo geral saltos de caça inclui saltos de búfalo e outras falésias usadas para fins similares de caçada de outros animais de manada, como as renas. Os índios acreditavam que se qualquer búfalo sobrevivesse à caçada, o resto dos búfalos aprenderiam a evitar os humanos, o que tornaria as próximas caçadas ainda mais difíceis. 
O saltos de búfalos eram frequentemente identificados por moledros, os quais eram sinais que designavam as rotas, pelas quais o bisões se direcionariam ao precipício. Estas passagens poderiam se estender por várias milhas.
Os locais dos saltos de búfalo renderam evidências arqueológicas significantes. Esses locais mantinham informações importantes sobre como Nativos Americanos usavam o bisão como alimento, roupa e abrigo. Os Índios das Planícies em particular, dependiam do bisão para a sua sobrevivência. Todas as partes do animal poderiam ser usadas de uma certa forma: pele, para roupas e abrigos, ossos, para ferramentas, tendões para cordas de arcos e laços. Os cascos poderiam ser moídos e usados como cola, e os cérebros, usados no processo de tingimento das peles. A carne extra era conservada como Pemmican.

Em um de seus diários, Meriwether Lewis descreveu como o salto do búfalo era praticado durante a Expedição de Lewis e Clark:
um dos jovens mais velozes e ativos é selecionado e disfarçado em uma capa de pele de búfalo... ele se posiciona a uma distância entre a manada de búfalos e o precipício próprio para o propósito; os outros índios cercam a manada por trás e pelos lados e a um sinal, todos se revelam ao mesmo tempo, movendo-se em direção aos búfalos; o índio disfarçado toma cuidado para se posicionar suficientemente próximo da manada, afim de influenciá-la a correr em direção ao precipício; o índio disfarçado tem de se segurar em alguma fenda do precipícios... estive ciente de que a parte desse índio é extremamente perigosa.
Embora tendo descrito um salto em detalhes, nem Lewis nem nenhum dos exploradores brancos parecem ter presenciado um evento desses.

## Locais históricos

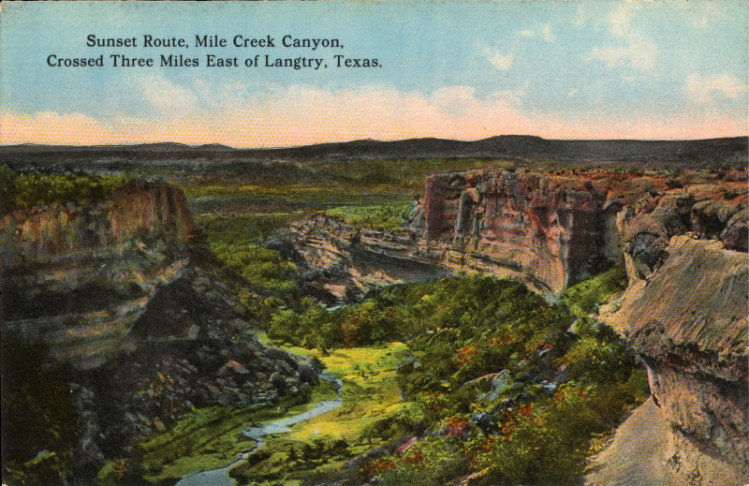
Cânion de Mile, salto de búfalo.

Locais de interesse podem ser: Precipício de Bisontes de Head-Smashed-In, "Bonfire Shelter", "Ulm Pishkun", "Madison Buffalo Jump", "Dry Island", "Glenrock", "Big Goose Creek", "Cibolo Creek", "Vore", "Too Close for Comfort Site", "Olsen-Chubbuck Bison Kill Site" e "Camp Disappointment" da Expedição de Lewis e Clark.
"Ulm Pishkun" é provavelmente o maior Salto do Búfalo do mundo. Foi usado pelos Nativos Americanos entre 900 e 1500 D.C. As falésias se estendem por mais de um milha e o local abaixo resguarda ossos de bisão a aproximadamente 4 metros de profundidade. Fica localizado no Condado de Cascade, no norte-nordeste da comunidade de Ulm (Montana).
O Parque Nacional "Madison Buffalo Jump" fica no Condado de Gallatin, em Montana, no Estados Unidos. O parque possui 258 ha e localiza-se em uma elevação de 1.388 m. O parque tem seu nome baseado em um precipício usado pelos Nativos como um salto de búfalo, de onde manadas de bisões foram jogadas como um excelente forma de Abate animal. Esse penhasco de calcário foi usado por 2.000 anos pelos Nativos. O parque é aberto para caminhada, observação da vida selvagem e piquenique.
O "Camp disappointment", ponto mais ao norte da Expedição de Lewis e Clark, é um dos mais bem preservados saltos de búfalo em Montana, devido a sua localização relativamente inacessível. O riacho na base do penhasco vez ou outra expõe ossos de animais.
Existe uma reconstituição da pintura do salto de búfalo de Charles M. Russell em "3D" em amostra no Museu Nacional da Cidade de Helena, em Helena, Montana.

## Cultura popular
A banda de "Rock" U2 usa um foto de David Wojnarowicz de um salto de búfalo para a capa do "single" de 1992 "One".
A banda de "Indie Rock" Modest Mouse menciona um salto de búfalo em "Heart Cooks Brain", música que aparece no álbum de 1997, The Lonesome Crowded West.
É o tema da música Salto de Búfalo do cantor escocês de música popular Dougie MacLean no seu álbum de 1988, Real Estate.